# ISO 3166-2:AQ
ISO 3166-2:AQ는 지리 식별 부호(geocode)를 정의하는 ISO 표준인 ISO 3166-2의 일부이며, 남극에 적용된다. AQ는 ISO 3166-1에서 할당된 국가 코드를 사용한다. 현재는 ISO 3166-2에서 할당된 코드가 없다. 여기서의 남극은 남위 60도 이남의 지역을 뜻한다.